# Pelorus Jack
Pelorus Jack (fl. 1888 - abril 1912) fue un calderón gris famoso por salir al encuentro y escoltar barcos a través de un tramo de agua en el Estrecho de Cook, Nueva Zelanda, entre 1888 y 1912. Pelorus Jack fue usualmente visto en Bahía Almirantazgo entre el Cabo Francisco y Punto Collinet, cerca al Paso Francés (Nueva Zelanda), un canal notoriamente peligroso usado por barcos que navegaban entre Wellington y Nelson.
Pelorus Jack recibió un disparo desde un barco que pasaba y luego fue protegido por una ley de Nueva Zelanda en 1904.

## Apariencia
Pelorus Jack tenía aproximadamente 4 metros (13 pies) de largo y era de color blanco con líneas grises o sombreadas, con una cabeza blanca y redonda. Aunque su sexo nunca fue determinado, fue identificado por los fotógrafos como un calderón gris, Grampus griseus. Es una especie poco común en aguas de Nueva Zelanda y solo doce delfines de su especie fueron reportados en esa área.

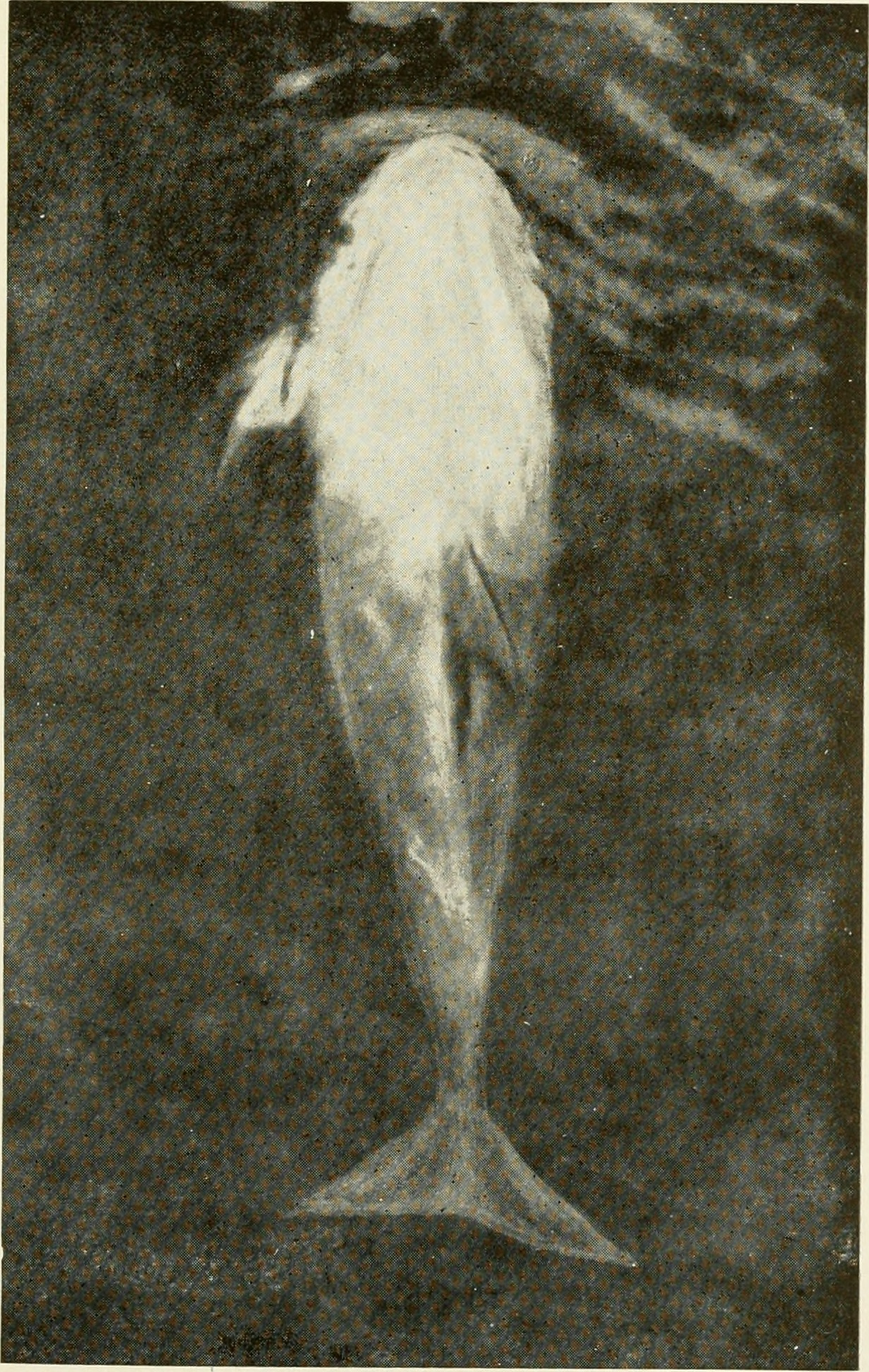
Pelorus Jack. Fotografiado por A. Pitt.

## Historia
Pelorus Jack guiaba barcos nadando a su lado durante veinte minutos. Si la tripulación no podía ver a Jack al principio, usualmente esperaban a que apareciera.
A pesar de su nombre, no vivía cerca del Canal de Pelorus; en su lugar, a menudo guiaba barcos a través de los peligrosos pasajes del Paso Francés. Sin embargo, algunos residentes locales familiarizados con sus hábitos decían que él nunca había atravesado el Paso Francés en sí mismo.
Pelorus Jack fue visto por primera vez cerca de 1888 cuando apareció en frente de la goleta Brindle cuando esta se acercaba al Paso Francés, un canal localizado entre Isla D'Urville (Nueva Zelanda) e Isla Sur. Cuando los miembros de la tripulación vieron al delfín subiendo y bajando frente al banco, quisieron matarlo, pero la esposa del capitán los convenció de que no lo hagan. Para su asombro, el delfín procedió a guiar al barco a través del estrecho canal. Y durante años a partir de entonces, el guio con seguridad casi cada barco que llegó. El área es peligrosa para los barcos por sus rocas y fuertes corrientes, pero no hubo naufragios cuando Jack estaba presente.
Muchos marineros y viajantes vieron a Pelorus Jack y fue mencionado en periódicos locales y plasmado en postales.
Jack fue visto por última vez en abril de 1921. Hubo varios rumores conectados con su desaparición, incluyendo temores de que cazadores de ballena extranjeros lo hayan arponado. Sin embargo, las investigaciones sugieren que Pelorus Jack era un animal viejo; su cabeza era blanca y su cuerpo pálido, ambos indicadores de edad, así que es probable de que haya muerto por causas naturales.
Desde 1989 Pelorus Jack ha sido usado como un símbolo para el Interislander, un servicio de ferry a través del Estrecho de Cook y está incorporado en la librea de los barcos de la flota.

### Incidente con disparos
En 1904 alguien a bordo del SS Penguin intentó disparar a Pelorus Jack con un rifle. A pesar de eso, Pelorus Jack continuó ayudando a los barcos. De acuerdo al folklore, sin embargo, el no ayudó más al Penguin, que naufragó en el Estrecho de Cook en 1909.

### Protección
Después del incidente con disparos, se propuso una ley para proteger a Pelorus Jack. Pelorus se vio protegido por la Orden en Consejo bajo el acta de Pesca Marítima el 26 de septiembre de 1904 hasta su desaparición en 1912. Se cree que fue la primera criatura de mar protegida por la ley de un país.